# Euchromia intermedia
Euchromia intermedia là một loài bướm đêm thuộc phân họ Arctiinae, họ Erebidae.